# LFF Supertaurė 2018
La 18ª edizione della LFF Supertaurė si è svolta il 17 febbraio 2018 all'ARVI Futbolo Arena di Marijampolė tra il Sūduva, vincitore della A Lyga 2017 e lo Stumbras, vincitore della Coppa di Lituania 2017.
Il Sūduva si è aggiudicato il trofeo per la seconda volta nella sua storia.

## Tabellino
| Arbitro: | Vasiliauskas |

|                                                                         |           |  |
| Tadić 10’ Slavickas 25’ Verbickas 51’ Cicilia 70’ Jankauskas 82’ (rig.) | Marcatori |  |